# Моньки (гміна)
Гміна Монькі (пол. Gmina Mońki) — місько-сільська гміна у східній Польщі. Належить до Монецького повіту Підляського воєводства.
Станом на 31 грудня 2011 у гміні проживало 15488 осіб.

## Територія
Згідно з даними за 2007 рік площа гміни становила 161.56 км², у тому числі:
- орні землі: 79.00%
- ліси: 13.00%

Таким чином, площа гміни становить 11.69% площі повіту.

## Населення
Станом на 31 грудня 2011:
| Опис     | Загалом | Загалом | Чоловіки | Чоловіки | Жінки | Жінки |
| -------- | ------- | ------- | -------- | -------- | ----- | ----- |
| одиниця  | осіб    | %       | осіб     | %        | осіб  | %     |
| все      | 15488   | 100     | 7608     | 49.12    | 7880  | 50.88 |
| міське   | 10428   | 100     | 4978     | 47.74    | 5450  | 52.26 |
| сільське | 5060    | 100     | 2630     | 51.98    | 2430  | 48.02 |

## Сусідні гміни
Гміна Монькі межує з такими гмінами: Ґоньондз, Книшин, Крипно, Тшцянне, Ясвіли.